# Porcupine Tree
Porcupine Tree é uma banda britânica formada em Hemel Hempstead, Hertfordshire, Inglaterra. É o projeto musical de maior sucesso e projeção do músico Steven Wilson, como evidenciado pela popularidade da banda. É constituída por uma mistura de rock progressivo, rock psicodélico, experimentalismo avant garde e heavy metal. Apesar disso, o vocalista Steven Wilson não possui a mesma opinião. Ele cita que a música de sua banda é muito simples, sem elementos complexos. A complexidade está na produção, na maneira como os álbuns são construídos
A banda se encontrava em hiato desde 2010, já que seu líder, Steven Wilson, estava focado em sua carreira solo. O último show do Porcupine Tree foi realizado em 14 de outubro daquele ano, em Londres. Em 2021 a banda retornou às atividades, posteriormente lançando o álbum CLOSURE / CONTINUATION no ano seguinte.

## História

### Origem

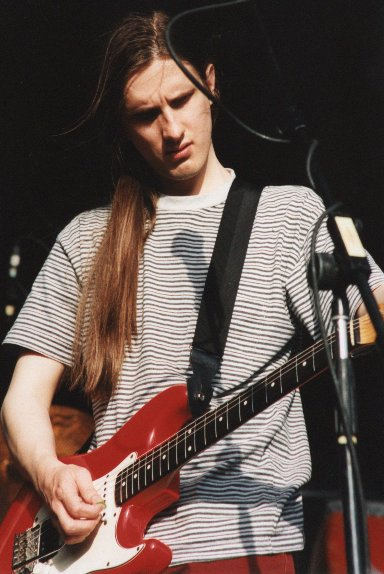
Steven Wilson em 1997

O Porcupine Tree começou em 1987 como um projeto solo de Steven Wilson, e, de certo modo, nasceu como uma brincadeira. Wilson cita que foi iniciado logo quando ele possuía dinheiro suficiente para comprar seu próprio equipamento para estúdio. Também diz que quando você possui um estúdio em casa você faz coisas que não faria quando paga para usar um estúdio profissional, justamente pela falta de tempo disponível.
No início de 1989, Steven classificou algumas de suas gravações para compilar uma fita de oitenta minutos intitulada Tarquin's Seaweed Farm, que era acompanhada de um encarte de 8 páginas com informações sobre membros obscuros da banda, como Sir Tarquin Underspoon, Timothy Tadpole-Jones e Linton Samuel Dawson.
Wilson enviou cópias da compilação para pessoas que ele julgava interessadas no projeto. Uma delas se dirigiu a revista britânica underground Freakbeat, dirigida por Richard Allen e Ivor Trueman. Desconhecidos de Steven na época, estavam em processo de criar seu próprio selo musical. Apesar de terem feito críticas negativas ao álbum na revista, eles convidaram o Porcupine Tree para contribuir em uma música para seu primeiro lançamento, um álbum de compilações dos melhores grupos de música psicodélica no meio underground.
Em 1990, Wilson pode tornar a música sua carreira, quando seu outro projeto No-Man assinou contrato com gravadoras de respeito. Este projeto recebeu boas críticas da imprensa. Livre de seu antigo trabalho, Steven começou a distribuir a música do Porcupine Tree através da fita sucessora, The Nostalgia Factory, acompanhado novamente de livretos com uma história imaginária sobre a banda e outras informações de fantasia. As fitas provocaram interesse no meio underground.
Logo depois, Steven foi convidado pelo novo selo para ser um dos primeiros artistas a assinar contrato com a Delerium. O convite original era para relançar as duas primeiras fitas em um álbum duplo, mas Steven decidiu compilar o melhor material em um álbum que se tornou o On the Sunday of Life.... O resto do material se tornou uma edição especial intitulada Yellow Hedgerow Dreamscape.
O próximo álbum da banda foi Up the Downstair. A partir desse momento o perfil do Porcupine Tree era grande o suficiente para apresentações ao vivo. Tanto que em dezembro de 1993 a banda começou a se apresentar em shows com Steven na voz e guitarra, Colin Edwin no baixo, Chris Maitland na bateria e Richard Barbieri no teclado. Todos os três novos membros do grupo trabalharam com Steven em vários projetos antecedentes. Essa nova formação formou uma boa química, como ilustrada posteriormente pelo álbum Spiral Circus, em 1997.
Lançado em 1995, o terceiro álbum da banda The Sky Moves Sideways se tornou um sucesso entre fãs do progressivo, com a banda sendo ovacionada como o Pink Floyd dos anos 1990. O álbum era uma experimentação melódica do rock.

### Nome
Para evitar uma resposta para a pergunta, Steven Wilson começou uma controvérsia sobre as questões sobre a origem do nome da banda. Várias teorias existem sobre o assunto.[carece de fontes?] Existe uma lenda entre os indígenas americanos sobre um porco-espinho (em inglês:  porcupine) que engana seus predadores ao plantar uma muda de árvore que cresce dentro dele, para que ele possa atirar os espinhos, matando seus predadores. O livro Metamagical Themas de Douglas Hofstadter é sobre computadores, fractais e recursão, conhecidas como estruturas de árvore em termos computacionais. Ele inclui uma figura de uma árvore infinita de espinhos para ilustrar os fractais. Steven Wilson é conhecido como um antigo programador de computador, e pode ter sido influenciado por esse livro. Entretanto, o nome pode simplesmente referir-se a cannabis, uma planta conhecida por suas folhas pontiagudas e efeitos alucinógenos quando fumada ou ingerida. Na peça Who's Afraid of Virginia Woolf? de Edward Albee é mencionado por um personagem "evitar os espinhos... dirigir-se diretamente para um árvore". Jon Wesley oferece um explicação, alegando que existe um pub em Londres chamado Porcupine, e existe uma árvore fora do pub conhecida como Porcupine Tree.

### Crescimento
Insatisfeitos com o trabalho em The Sky Moves Sideways, a banda se prontificou em produzir um álbum melhor desenvolvido, mais ambicioso.  Esse novo projeto, o álbum Signify, foi lançado em setembro de 1996, e incluía uma mistura de faixas instrumentais, estilos de vanguarda, absorvendo diversas influências anteriores. É considerado como o álbum de trabalho mais refinado da banda.
Em 1997, a S. Wilson foi oferecido uma participação no álbum do cantor Fish (ex-Marillion). Wilson acabou coescrevendo o álbum, produzindo e tocando em Sunsets on Empire. Dois anos depois o Marillion ofereceu a Wilson a participação em seu novo álbum marillion.com.
A banda utilizou todo o ano de 1998 para produzir seu quinto álbum de estúdio, Stupid Dream. Tão logo produziram Lightbulb Sun, lançado em maio de 2000, o que levou a banda a grandes concertos na Europa, inclusive abrindo shows para a banda Dream Theater.

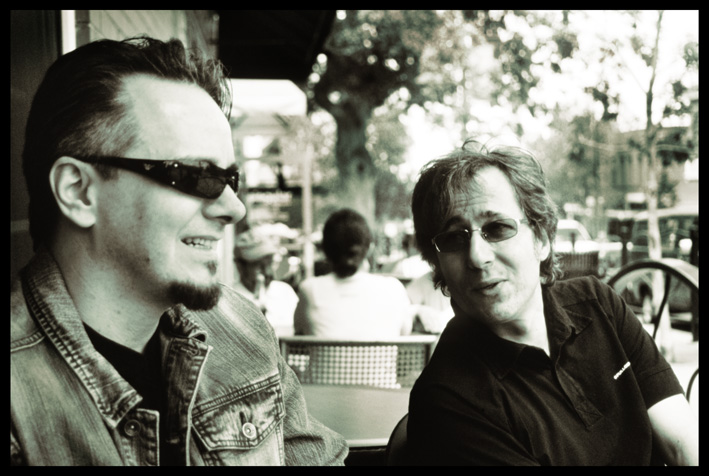
Gavin Harrison e Richard Barbieri em 2005

Em fevereiro de 2002 ocorreu a primeira mudança na formação da banda, com a saída de Chris Maitland depois de oito anos. Gavin Harrison entrou no lugar vago. Em março a banda começou a gravação de um novo álbum com um grande selo, a partir de trinta canções escritas por Steven nos últimos dois anos. O resultado foi In Absentia, lançado em setembro do mesmo ano. A banda estava com um som mais pesado. Para promover o álbum a banda se lançou em quatro turnês pela Europa e América do Norte, juntamente com a banda de metal progressivo Opeth.
No início de 2004 a banda iniciou a gravação de seu novo álbum Deadwing, que completado em novembro do mesmo ano e lançado no início de 2005, marcou a primeira entrada da banda na Billboard 200, na posição 132 e teve venda total aproximada em 500 mil cópias.
Em 2007, outra boa surpresa: a banda lança, depois de dois anos de espera para os fãs, seu novo álbum intitulado Fear of a Blank Planet. Seu lançamento foi alvo de boas críticas, sendo indicado ao Grammy Award para "Melhor álbum em Surround Sound". A revista Reason escolheu Fear of a Blank Planet como melhor álbum em 2007.O álbum ainda estreou na posição 59 na Billboard 200 e 31 nas paradas do Reino Unido e é considerado por muitos como o melhor álbum da banda, lançando conhecidas músicas como "Anesthetize"(música que possui a duração de 17 minutos) e "Way Out of Here".
Já em 2009, o Porcupine Tree lança mais uma surpresa: O álbum conceitual "The Incident". O disco teve um sucesso comercial enorme, estreando na posição 25 na Billboard, 23 na Inglaterra e 5 na Polônia. O álbum é composto por uma única música, divididas em "partes", que, em download, podem ser ouvidas separadamente. Steven revela que tentou já fazer um álbum conceitual e que era fã de álbuns como "The Dark Side of the Moon" e "Sgt. Pepper's Lonely Hearts Club Band", porém sua tentativa não deu certo. Mais tarde, ele conseguira realizar seu desejo e trazer The Incident para os fãs, que hoje o consideram um de seus melhores álbuns. Foi indicado novamente ao Grammy de "Melhor álbum em Surround Sound".
Em 1 de novembro de 2021, a banda retornou às suas atividades, publicando em seu canal oficial do YouTube um videoclipe da música "Harridan", que está presente no álbum CLOSURE / CONTINATION, que foi lançado em 24 Junho de 2022. O disco foi eleito como o 16º melhor álbum de guitarra de 2022 por leitores da Guitar World.

## Integrantes
- Steven Wilson – voz, guitarra, piano, teclado e baixo
- Richard Barbieri – sintetizador e teclado
- Colin Edwin – baixo
- Gavin Harrison – bateria e percussão
- John Wesley  (concertos somente) – voz e guitarra

## Discografia
| - On the Sunday of Life... - julho de 1991 - Up the Downstair - maio de 1993 - The Sky Moves Sideways - fevereiro de 1995 - Signify - setembro de 1996 - Stupid Dream - março de 1999 - Lightbulb Sun - maio de 2000 - In Absentia - setembro de 2002 - Deadwing - março de 2005 - Fear of a Blank Planet - abril de 2007 - The Incident - setembro de 2009 - CLOSURE / CONTINUATION - junho de 2022 - Coma Divine - Recorded Live in Rome - outubro de 1997 - Warszawa - fevereiro de 2004 - Rockpalast - novembro de 2005 - Voyage 34: The Complete Trip - abril de 2000 - Recordings - maio de 2001 - Stars Die: The Delerium Years 1991-1997 - março de 2002 - "Voyage 34" - 1992 - "Staircase Infinities" - 1994 - "Moonloop EP" - 1994 - "Waiting" - 1996 - "Piano Lessons" - 1999 - "Stranger by the Minute" - 1999 - "Pure Narcotic" - 1999 - "Four Chords That Made a Million" - 2000 - "Shesmovedon" - 2000 - "Lazarus" - 2005 - (lançamento alemão) - "Nil Recurring" - 2007 | - Metanoia - dezembro de 1998 - Tarquin's Seaweed Farm - 1989 - Love, Death & Mussolini - 1990 - The Nostalgia Factory - 1990 - Spiral Circus - Live - 1993 - Yellow Hedgerow Dreamscape - 1994 - Insignificance - 1997 - Coma Divine II - 1999 - Stars Die - Rare and Unreleased - 1999 - Tonefloating : The Use of Ashes vs Steven Wilson - 2000 - Transmission IV - 2001 - XM - 2003 - Porcupine Tree Sampler 2005 (Transmission 3.1) - 2005 - XM II (Transmission 4.1) - 2005 - We Lost The Skyline - 2008 - Ilosaarirock - 2009 - Radioactive E.P. - 1992 - Waiting - 1996 - The Porcupine Tree Delerium EP - 2001 - Porcupine Tree Sampler - 2002 - Porcupine Tree Sampler 2002.1 - 2002 - Porcupine Tree Sampler 2002.2 - 2002 - Porcupine Tree Sampler 2002.3 - 2002 - Blackest Eyes - 2003 - Trains - 2003 - The Sound of Muzak - 2003 - Lava Records Pre-Cleared Songs for Film Vol. 1 - 2003 - Futile - 2003 - Shallow - 2005 |